# Camillo di Cavour
Camillo di Cavour, Camillo Benso, greve av Cavour, född 10 augusti 1810 i Turin, död 6 juni 1861 i Turin, var en italiensk statsman, det enade Italiens förste premiärminister (23 mars – 6 juni 1861). Under kung Viktor Emanuel II utgjorde Cavour en centralgestalt i samband med Italiens enandeprocess (Il Risorgimento).

## Biografi
Cavour föddes och avled i samma palats i Turin. Familjen var släkt med helgonet Frans av Sales, och fadern, Michele Benso (1781–1850), markis av Cavour, var  politiker. Modern, Adèle de Sellon (1780–1846) från Genève, kom från en kalvinistisk familj, men övergick sedan till katolicismen.
Bestämd för den militära banan utexaminerades Cavour 1826 från militärakademin i Turin som löjtnant vid ingenjörskåren. Hans liberala politiska tendenser ådrog sig dock myndigheternas misstänksamhet, och efter julirevolutionen 1830, där han deltog, blev han kommenderad till det ensliga fortet Bard. Detta gjorde att han 1831 med faderns samtycke lämnade militärtjänsten och istället ägnade sig åt jordbruket. Under många år skötte han med framgång familjens gods i Leri i provinsen Vercelli. Han intresserade sig för allehanda jordbruksfrågor och ekonomiska och sociala spörsmål. Vid sidan av denna praktiska verksamhet ägnade han sig åt politiska och intellektuella intressen. Han förblev liberal och sympatiserade även fortsättningsvis med demokratins strävanden, men genom resor i Schweiz, Frankrike och England kom hans åsikter att modifieras, och hans revolutionära glöd slocknade.
Sedan Pius IX blivit påve 1846, och ett nytt hopp om politiska reformer väckts, inträdde Cavour på den politiska banan. Sedan Karl Albert av Sardinien 1847 medgett en viss tryckfrihet, grundade han tidningen Il Risorgimento ("Uppvaknandet"). Efter författningens tillkomst ställde han upp som kandidat till deputeradekammaren i Piemonte, men misstänkliggjordes av både konservativa och radikala och föll igenom. Han blev dock invald i juni 1848, föll på nytt igenom, men återvaldes i december 1849 till kammaren, där han sedan hade säte fram till sin död. Cavour anslöt sig här till en unge kungen Viktor Emanuel II:s program, ordning och frihet, vilket enligt hans mening skulle göra Sardinien till medelpunkten för hela det liberala Italiens förhoppningar, utan att skapa motstånd från Europas konservativa stater.
I oktober 1850 blev han handelsminister i Massimo d'Azeglios ministär. Den 4 november 1852 blev han konseljpresident. Från 1852 förblev han sedan, sånär som på en kortare period på mindre än sex månader, Italiens regeringschef. Det var under Cavours tid som regeringschef som Italiens enande kunde säkerställas. Han säkrade 1855 franska och brittiska sympatier för ett enat Italien genom att sända trupper att slåss i Krimkriget. Detta ledde till att Sardinien fick säte vid kongressen i Paris. Samtidigt genomförde han en rad reformer i Sardinien och arbetade vidare på att driva bort Österrike från Italien.
Genom Felice Orsinis attentat mot Napoleon III den 14 januari 1858 äventyrades det franska stödet, men genom Cavours skickliga diplomati lyckades han rädda det franska stödet för Sardinien, och den 21 juli hade han ett hemligt möte med Napoleon III i Plombières-les-Bains, där de planerade 1859 års krig mot Österrike, vilket resulterade i förenandet av Lombardiet med Piemonte. De centrala italienska staterna slöt sig också till det italienska kungariket, medan Savojen och Nice avträddes till Frankrike. Med Cavours godkännande störtade Garibaldi monarkin i Neapel men för att hindra att denne marscherade till Rom lät Cavour ockupera delar av Kyrkostaten som sedan, tillsammans med Neapel och Sicilien, annekterades av Italien.

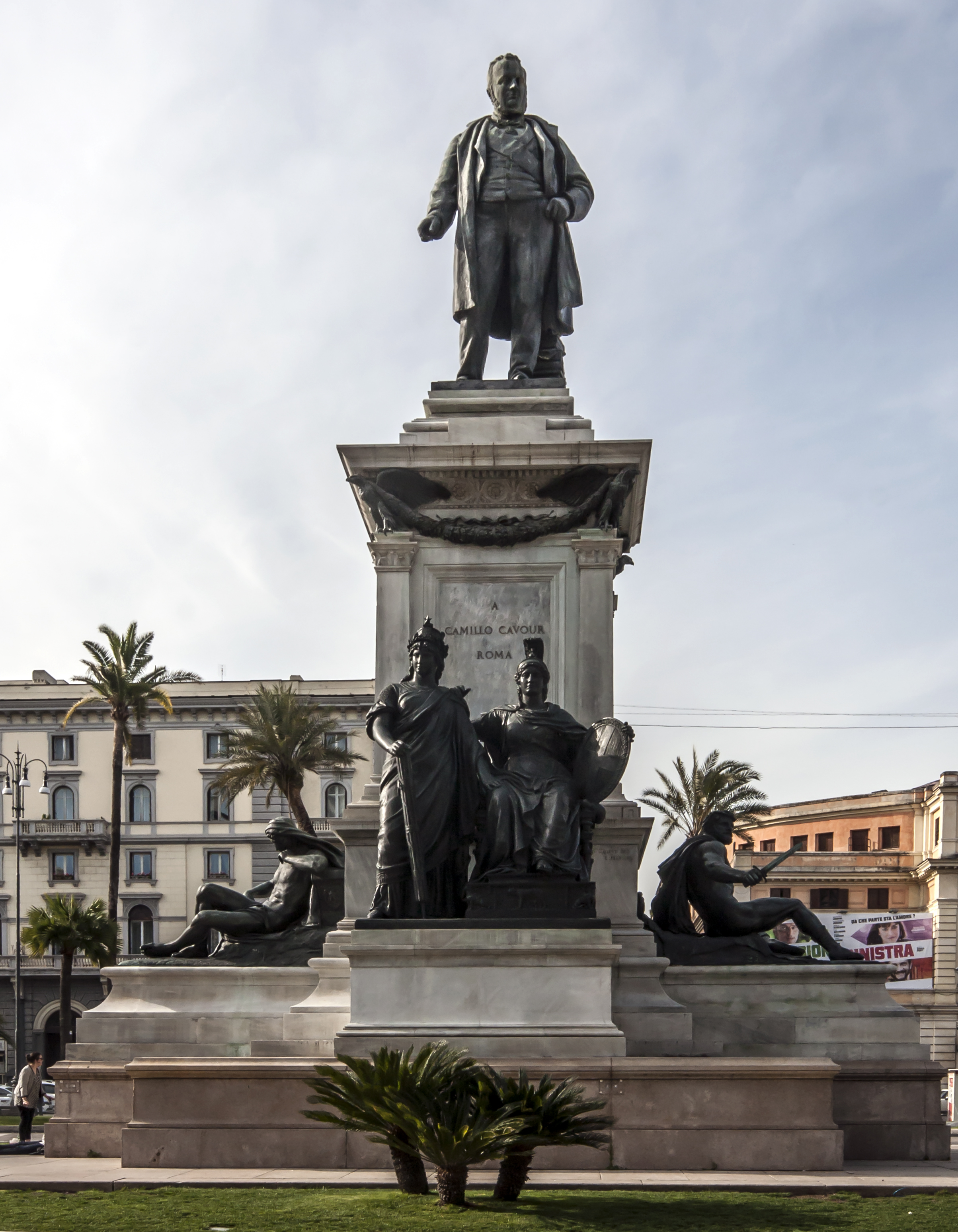
Cavours staty på Piazza Cavour i Rom.